# FC Dinamo București în sezonul 1988-1989
Sezonul 1988-89 este al 40-lea sezon pentru FC Dinamo București în Divizia A. După câteva sezoane cu rezultate modeste în cupele europene, în această stagiune Dinamo revine în elita continentală, promovând până în sferturile de finală ale Cupei Cupelor unde este eliminată fără a pierde de Sampdoria Genova. În competițiile interne, Dinamo nu reușește să întrerupă supremația Stelei, încheind pe locul doi în campionat și pierzând finala Cupei României. Dorin Mateuț câștigă Gheata de Aur a Europei pentru cele 43 de goluri marcate în Divizia A.

## Rezultate
| Divizia A | Divizia A          | Divizia A          | Divizia A | Divizia A |
| Etapa     | Data               | Adversar           | Stadion   | Rezultat  |
| --------- | ------------------ | ------------------ | --------- | --------- |
| 1         | 21 august 1988     | SC Bacău           | deplasare | 3-1       |
| 2         | 28 august 1988     | Victoria București | acasă     | 3-1       |
| 3         | 31 august 1988     | FC Bihor           | deplasare | 2-1       |
| 4         | 11 septembrie 1988 | Inter Sibiu        | acasă     | 8-1       |
| 5         | 14 septembrie 1988 | FC Argeș           | deplasare | 2-1       |
| 6         | 17 septembrie 1988 | Rapid București    | acasă     | 6-0       |
| 7         | 25 septembrie 1988 | Sportul Studențesc | deplasare | 4-1       |
| 8         | 28 septembrie 1988 | U Cluj             | acasă     | 4-1       |
| 9         | 9 octombrie 1988   | U Craiova          | deplasare | 6-3       |
| 10        | 12 octombrie 1988  | FC Olt             | acasă     | 6-0       |
| 11        | 5 noiembrie 1988   | Flacăra Moreni     | acasă     | 3-1       |
| 12        | 13 noiembrie 1988  | Corvinul Hunedoara | deplasare | 2-1       |
| 13        | 19 noiembrie 1988  | ASA Târgu Mureș    | acasă     | 7-0       |
| 14        | 27 noiembrie 1988  | FCM Brașov         | deplasare | 3-1       |
| 15        | 3 decembrie 1988   | Steaua București   | acasă     | 0-0       |
| 16        | 7 decembrie 1988   | Farul Constanța    | deplasare | 7-0       |
| 17        | 11 decembrie 1988  | Oțelul Galați      | acasă     | 6-3       |
| 18        | 5 martie 1989      | Oțelul Galați      | deplasare | 2-0       |
| 19        | 8 martie 1989      | Farul Constanța    | acasă     | 6-0       |
| 20        | 22 martie 1989     | Steaua București   | deplasare | 1-2       |
| 21        | 2 aprilie 1989     | FCM Brașov         | acasă     | 3-0       |
| 22        | 9 aprilie 1989     | ASA Târgu Mureș    | deplasare | 7-2       |
| 23        | 16 aprilie 1989    | Corvinul Hunedoara | acasă     | 3-1       |
| 24        | 30 aprilie 1989    | Flacăra Moreni     | deplasare | 5-1       |
| 25        | 3 mai 1989         | FC Olt             | deplasare | 0-1       |
| 26        | 6 mai 1989         | U Craiova          | acasă     | 2-0       |
| 27        | 10 mai 1989        | U Cluj             | deplasare | 3-0       |
| 28        | 28 mai 1989        | Sportul Studențesc | acasă     | 6-1       |
| 29        | 3 iunie 1989       | Rapid București    | deplasare | 6-2       |
| 30        | 6 iunie 1989       | FC Argeș           | acasă     | 1-0       |
| 31        | 11 iunie 1989      | Inter Sibiu        | deplasare | 4-2       |
| 32        | 14 iunie 1989      | FC Bihor           | acasă     | 5-1       |
| 33        | 17 iunie 1989      | Victoria București | deplasare | 4-1       |
| 34        | 20 iunie 1989      | SC Bacău           | acasă     | 0-0       |

| Cupa României | Cupa României     | Cupa României      | Cupa României | Cupa României |
| Etapa         | Data              | Adversar           | Stadion       | Rezultat      |
| ------------- | ----------------- | ------------------ | ------------- | ------------- |
| șaisprezecimi | 22 februarie 1989 | Progresul Medgidia | deplasare     | 2-1           |
| optimi        | 8 iunie 1989      | Inter Sibiu        | Alba Iulia    | 1-0           |
| sferturi      | 22 iunie 1989     | SC Bacău           | Buzău         | 5-1           |
| semifinale    | 25 iunie 1989     | Victoria București | Brăila        | 2-0           |
| finala        | 29 iunie 1989     | Steaua București   | Brașov        | 0-1           |

| Legendă    |
| ---------- |
| victorie   |
| egal       |
| înfrângere |

## Finala Cupei României
| 29 iunie 1989 17:00 | Dinamo București | 0 – 1             | Steaua București | Stadionul Municipal, Brașov Spectatori: 35.000 Arbitru: Dan Petrescu (București) |
| 29 iunie 1989 17:00 |                  | Gheorghe Hagi 67' |                  | Stadionul Municipal, Brașov Spectatori: 35.000 Arbitru: Dan Petrescu (București) |

| DINAMO:        |                    |     |
|                |                    |     |
| P              | Bogdan Stelea      |     |
| F              | Ioan Varga         |     |
| F              | Ioan Andone        |     |
| F              | Mircea Rednic      |     |
| F              | Michael Klein      |     |
| M              | Dorin Mateuț       |     |
| M              | Ionuț Lupescu      | 46' |
| M              | Dănuț Lupu         |     |
| M              | Iulian Mihăescu    |     |
| A              | Rodion Cămătaru    | 78' |
| A              | Claudiu Vaișcovici |     |
| Înlocuiri:     |                    |     |
| F              | Costel Orac        | 46' |
| A              | Florin Răducioiu   | 78' |
| Antrenor:      |                    |     |
| Mircea Lucescu |                    |     |

| STEAUA:           |                 |     |
|                   |                 |     |
| P                 | Silviu Lung     |     |
| F                 | Dan Petrescu    |     |
| F                 | Ștefan Iovan    |     |
| F                 | Adrian Bumbescu |     |
| F                 | Iosif Rotariu   |     |
| M                 | Tudorel Stoica  |     |
| M                 | Daniel Minea    | 84' |
| M                 | Ilie Dumitrescu |     |
| M                 | Gheorghe Hagi   |     |
| A                 | Victor Pițurcă  |     |
| A                 | Marius Lăcătuș  | 85' |
| Înlocuiri:        |                 |     |
| M                 | Ilie Stan       | 84' |
| A                 | Gavril Balint   | 85' |
| Antrenor:         |                 |     |
| Anghel Iordănescu |                 |     |

## Cupa Cupelor
Turul întâi
| 7 septembrie 1988 | Dinamo București                            | 3 – 0 | Kuusysi Lahti | Stadionul Dinamo, București Spectatori: 18.000 Arbitru: Hadjistephanou (Cipru) |
| 7 septembrie 1988 | Jäntti 12' (a.g.) Andone 72' Vaișcovici 74' |       |               | Stadionul Dinamo, București Spectatori: 18.000 Arbitru: Hadjistephanou (Cipru) |

| 5 octombrie 1988 | Kuusysi Lahti | 0 – 3                                                       | Dinamo București | Ehden, Lahti Spectatori: 5.000 Arbitru: Kokriakov (URSS) |
| 5 octombrie 1988 |               | Vaișcovici 11' (pen.) Kousa 34' (a.g.) Răducioiu 71' (pen.) |                  | Ehden, Lahti Spectatori: 5.000 Arbitru: Kokriakov (URSS) |

Dinamo București s-a calificat mai departe cu scorul general de 6-0.
Turul al doilea
| 26 octombrie 1988 | Dundee United | 0 – 1      | Dinamo București | Tannadice Park, Dundee Spectatori: 20.000 Arbitru: Goethals (Belgia) |
| 26 octombrie 1988 |               | Mateuț 89' |                  | Tannadice Park, Dundee Spectatori: 20.000 Arbitru: Goethals (Belgia) |

| 9 noiembrie 1989 | Dinamo București | 1 – 1 | Dundee United | Stadionul Dinamo, București Spectatori: 20.000 Arbitru: Thomas (Olanda) |
| 9 noiembrie 1989 | Mateuț 82'       |       | Beaumont 79'  | Stadionul Dinamo, București Spectatori: 20.000 Arbitru: Thomas (Olanda) |

Dinamo București s-a calificat mai departe cu scorul general de 2-1.
Sferturi de finală
| 1 martie 1989 | Dinamo București      | 1 – 1 | Sampdoria Genova         | Stadionul Dinamo, București Spectatori: 20.000 Arbitru: Brummeier (Austria) |
| 1 martie 1989 | Vaișcovici 16' (pen.) |       | Vialli 90' · Carboni 10' | Stadionul Dinamo, București Spectatori: 20.000 Arbitru: Brummeier (Austria) |

| 15 martie 1989 | Sampdoria Genova | 0 – 0 | Dinamo București | Giovanni Zoni, Cremona Spectatori: 17.652 Arbitru: Nemeth (Ungaria) |
| 15 martie 1989 |                  |       |                  | Giovanni Zoni, Cremona Spectatori: 17.652 Arbitru: Nemeth (Ungaria) |

Sampdoria Genova s-a calificat mai departe datorită golului marcat în deplasare, scorul general fiind egal, 1-1.

## Echipa
Portari: Dumitru Moraru, Bogdan Stelea, Florin Tene
Fundași: Ioan Andone, Bogdan Bucur, Michael Klein, Adrian Matei, Iulian Mihăescu, Alexandru Nicolae, Mircea Rednic, Ioan Varga
Mijlocași: Ionuț Lupescu, Dănuț Lupu, Dorin Mateuț, Adrian Nicoară, Costel Orac, Ioan Ovidiu Sabău, Marcel Sabou, Gheorghe Viscreanu
Atacanți: Rodion Cămătaru, Romeo Dochia, Florin Răducioiu, George Timiș, Claudiu Vaișcovici

## Transferuri
Sunt transferați la Dinamo înainte de startul campionatului Gheorghe Viscreanu de la Flacăra Moreni și Ioan Ovidiu Sabău de la ASA Târgu Mureș. În retur vin la Dinamo Michael Klein de la Corvinul Hunedoara și Adrian Matei de la Rapid. Pleacă în schimb Florin Prunea, împrumutat la U.Cluj.